# Geschäftsidee
Eine Geschäftsidee ist eine Idee oder Vorstellung eines Unternehmensgründers oder eines bereits vorhandenen Unternehmens davon, wie ein Neugeschäft aufgebaut werden kann.

## Gegenstand
Im Falle des Existenzgründers beantwortet die Geschäftsidee die Frage: „Womit will ich als Existenzgründer mein Geld verdienen?“. In den meisten Fällen kommt bei der Existenzgründung als nächster Schritt der sogenannte Geschäftsplan.
Besonders in Zeiten der wirtschaftlichen Umbrüche entsteht jedoch auch für bereits bestehende Unternehmen die Notwendigkeit, neue Geschäftsideen in das vorhandene Unternehmen einzufügen. Neben dem Produktlebenszyklus einzelner Produkte und Produktlinien könnte somit auch von einem Unternehmenslebenszyklus gesprochen werden. Die Schaffung und Einbringung von neuen Geschäftsideen erweitert den Unternehmensgegenstand bzw. richtet das Marktangebot eines Unternehmens auf sich verändernde Märkte aus, um weiterhin nachhaltige Erlöse zu erzielen (Vergleiche Nachhaltigkeit) oder das Unternehmen für die Zukunft zu festigen.
Erfolgreich umgesetzte neue Geschäftsideen bringen eine Innovation im relevanten Markt und sind ein wichtiger Motor des wirtschaftlichen Wachstums. Konsequent und geschickt umgesetzte sowie zündende Geschäftsideen können zu nachhaltigem wirtschaftlichem Erfolg führen. Dabei darf jedoch nicht vergessen werden, dass viele Geschäftsideen in der Umsetzung scheitern. Die Erfolgsfaktoren sind vielfältig, u. a. sind folgende Punkte zu berücksichtigen:
- Kundennutzen der Idee
- Finanzierbarkeit
- technische/logistische Umsetzbarkeit
- Konkurrenzsituation im angestrebten Markt
- Marktvolumen
- langfristiges Innovationspotenzial
- Persönlichkeit/Kompetenzen der Geschäftsgründer

Die Entwicklung einer Geschäftsidee ist geprägt von Kreativität in Verbindung mit Methodik im Sinne der betriebswirtschaftlich geprägten Projektarbeit (vergleiche Projekt). Um eine Geschäftsidee ausreichend sicher und änderungsfähig zu halten, sollten die einzelnen Schritte zur Marktfähigmachung (vergleiche Produktreife) gewissenhaft dokumentiert werden (vergleiche Dokumentation).

## Ursprung
Der Ursprung von Geschäftsideen ist vielfältig, einige Beispiele sind:
- Studium
- Forschung und Entwicklung
- Internet
- Messen
- Bücher und Zeitschriften
- Reisen
- Methodiken zur Ideenfindung
- Beobachtung von Alltagsproblemen (Idee → Lösung)
- kreative Ideen gepaart mit Mut und Entschlossenheit zur Umsetzung